# 錢鐸 (正德進士)
錢鐸（1477年—1541年），字振之，號南浦，直隸揚州府通州人，軍籍，明朝政治人物。

## 生平
正德十四年（1519年）己卯科應天府鄉試第四十一名舉人。正德十六年（1521年）聯捷辛巳科三甲第二百一十一名進士。嘉靖二年（1523年）授刑部主事，三年参与大礼议，五年奉命江南审决，六年升员外郎，七年升郎中，出为廣東肇庆府知府，丁父忧归。服阕，補官湖广郧阳府知府，十六年（1537年）三月升广西按察司副使、整饬府江兵备。以考察去职。

## 家族
曾祖錢遂；祖父錢忠；父錢盛，曾任義官。母戴氏。严侍下。兄钱锭、钱镒（监生）。